# Desmochaeta uncinata
Desmochaeta uncinata är en amarantväxtart som beskrevs av Carl Ludwig von Willdenow och Schult.. Desmochaeta uncinata ingår i släktet Desmochaeta och familjen amarantväxter. Inga underarter finns listade i Catalogue of Life.